# Carolina Panthers 2025
La stagione 2025 dei Carolina Panthers sarà la 31ª della franchigia nella National Football League e la seconda con Dave Canales come capo-allenatore.

## Scelte nel Draft 2025
| Scelte dei Panthers nel Draft 2025 |        |                     |       |            |
| Giro                               | Scelta | Giocatore           | Ruolo | College    |
| 1                                  | 8      | Tetairoa McMillan   | WR    | Arizona    |
| 2                                  | 51     | Nic Scourton        | EDGE  | Texas A&M  |
| 3                                  | 77     | Princely Umanmielen | EDGE  | Ole Miss   |
| 4                                  | 114    | Trevor Etienne      | RB    | Georgia    |
| 4                                  | 122    | Lathan Ransom       | S     | Ohio State |
| 5                                  | 140    | Cam Jackson         | DT    | Florida    |
| 5                                  | 163    | Mitchell Evans      | TE    | Notre Dame |
| 6                                  | 208    | Jimmy Horn Jr.      | WR    | Colorado   |

## Staff
| Staff dei Carolina Panthers |
| --- |
| Organi dirigenziali - Proprietario – David Tepper - Presidente – Kristi Coleman - Presidente delle operazioni del football/general manager – Dan Morgan - Vice presidente esecutivo delle operazioni del football – Brandt Tilis - Direttore del personale dei giocatori – Vacante - Direttore degli osservatori del college – Jared Kirksey - Assistente direttore degli osservatori del college – Dave Whittington - Vice presidente dello sviluppo/amministrazione del football – Brian Decker Capo allenatore - Dave Canales - Assistente capo-allenatore/coordinatore gioco sulle corse – Harold Goodwin Altri allenatori - Preparatore atletico – Jeremy Scott - Assistente p.a. – Thomas Barbeau - Human performance assistant – Timothy Rabas Allenatori dell'attacco - Coordinatore offensivo – Brad Idzik - Quarterback – Will Harriger - Assistente quarterback/specialista gioco sui passaggi – Mike Bercovici - Running back – Bernie Parmalee - Wide receiver – Rob Moore - Tight end – Pat McPherson - Offensive line – Joe Gilbert - Assistente attacco – Keyshawn Colmon - Controllo qualità attacco – Dean Petzing Allenatori della difesa - Coordinatore difensivo – Ejiro Evero - Coordinatore gioco sui passaggi difensivo – Jonathan Cooley - Defensive line – Todd Wash - Linebacker – Peter Hansen - Outside linebacker – A.C. Carter - Assistente linebacker – Mayur Chaudhari - Secondaria – Renaldo Hill - Assistente difesa senior – Dom Capers - Assistente difesa – Kevin Peterson Allenatori dello special team - Coordinatore special team – Tracy Smith - Assistente special team – Daren Bates |

## Roster
| Roster dei Carolina Panthers |
| --- |
| Quarterback - 14 Andy Dalton - 9 Bryce Young Running Back - 3 Raheem Blackshear - 30 Chuba Hubbard - 6 Miles Sanders Wide Receiver - 5 Diontae Johnson - 17 Xavier Legette - 15 Jonathan Mingo - 83 David Moore - 19 Adam Thielen Tight End - 84 Feleipe Franks - 81 Jordan Matthews - 0 Ja'Tavion Sanders - 85 Messiah Swinson - 82 Tommy Tremble Offensive Linemen - 70 Brady Christensen G - 63 Austin Corbett C - 79 Ikem Ekwonu T - 50 Robert Hunt G - 61 Jarrett Kingston G - 68 Damien Lewis G - 72 Taylor Moton T - 77 Yosh Nijman T - 60 Andrew Raym C - 62 Chandler Zavala G Defensive Linemen - 95 Derrick Brown DE - 78 Jayden Peevy DT - 93 LaBryan Ray DE - 94 A'Shawn Robinson DE - 91 Nick Thurman DT - 99 Shy Tuttle DT Linebacker - 53 Claudin Cherelus ILB - 7 Jadeveon Clowney OLB - 47 Josey Jewell ILB - 52 D.J. Johnson OLB - 46 Eku Leota OLB - 49 Jon Rhattigan ILB - 43 Jamie Sheriff OLB - 54 Shaq Thompson ILB - 56 Trevin Wallace ILB Defensive Back - 27 Shemar Bartholomew CB - 29 Tariq Castro-Fields CB - 20 Jordan Fuller SS - 13 Troy Hill CB - 8 Jaycee Horn CB - 2 Mike Jackson CB - 22 Jammie Robinson FS - 21 Nick Scott SS - 26 Chau Smith-Wade CB - 25 Xavier Woods FS Special Team - 10 Johnny Hekker P - 44 J.J. Jansen LS - 4 Eddy Piñeiro K Lista delle riserve - 38 Amaré Barno OLB (PUP) - 24 Jonathon Brooks RB (NF-Inj.) - 35 Anthony Brown CB (IR) - 96 Jaden Crumedy DE (IR) - 42 Sam Franklin Jr. SS (IR-DRF) - 23 Dane Jackson CB (IR-DRF) - 80 Ian Thomas TE (IR) - 98 D.J. Wonnum OLB (PUP) Squadra di allenamento - 34 Mike Boone RB - 88 Deon Cain WR - 65 Ja'Tyre Carter G - 18 Jalen Coker WR - 55 Kenny Dyson OLB - 48 Thomas Incoom OLB - 41 Tarron Jackson OLB - 28 Dillon Johnson RB - 32 Lonnie Johnson Jr. CB - 86 Praise Olatoke WR - 16 Jack Plummer QB - 36 Demani Richardson SS - 97 T.J. Smith DT - 73 Brandon Walton T - 57 Chandler Wooten ILB Roster aggiornato al 8 settembre 2024 53 attivi, 8 inattivi, 14 nella squadra di allenamento |
| Legenda - I rookie sono in corsivo. - Il primo ruolo è il principale mentre gli eventuali successivi indicano i ruoli secondari. - (IR) sta per Injured Reserve ed indica la lista ristretta per un solo giocatore infortunato che può tornare ad allenarsi dopo la settimana 6 e a rientrare in prima squadra dopo che questa ha giocato 8 partite. - (NF-Inj.) / (NF-Ill.) stanno rispettivamente per Non-Football Injured e Non-Football Illness ed indicano le liste dove viene inserito un giocatore che ha un infortunio o una malattia non dipendente dal football americano. - (PUP) sta per Physically Unable to Perform ed indica la lista dove viene inserito un giocatore mentre è in attesa di recuperare la condizione fisica. Nella stagione regolare dopo la sesta partita giocata dalla propria squadra, il giocatore ha tempo tre settimane per riprendere ad allenarsi, più tre settimane aggiuntive dal suo rientro agli allenamenti per rientrare in prima squadra. |

## Precampionato
Le gare del precampionato furono annunciate il 14 maggio 2025.
| Precampionato |           |           |                     |           |        |                         |                             |         |
| Settimana     | Data      | Ora (ET)  | Avversario          | Risultato | Record | Stadio                  | TV                          | Sintesi |
| 1             | 8 agosto  | 7:00 p.m. | Cleveland Browns    | S 10-30   | 0-1    | Bank of America Stadium | Panthers Television Network | Sintesi |
| 2             | 16 agosto | 1:00 p.m. | @ Houston Texans    | S 3-20    | 0-2    | NRG Stadium             | Panthers Television Network | Sintesi |
| 3             | 21 agosto | 7:00 p.m. | Pittsburgh Steelers | -         | -      | Bank of America Stadium | NFL Network                 | -       |

## Stagione regolare

### Calendario
Il calendario della stagione regolare fu reso noto il 14 maggio 2025.
| Stagione regolare |                    |                    |                           |                    |                    |                         |                    |                    |
| Settimana         | Data               | Ora (ET)           | Avversario                | Risultato          | Record             | Stadio                  | TV                 | Sintesi            |
| 1                 | 7 settembre        | 1:00 p.m.          | @ Jacksonville Jaguars    | -                  | -                  | EverBank Stadium        | Fox                | -                  |
| 2                 | 14 settembre       | 4:05 p.m.          | @ Arizona Cardinals       | -                  | -                  | State Farm Stadium      | CBS                | -                  |
| 3                 | 21 settembre       | 1:00 p.m.          | Atlanta Falcons           | -                  | -                  | Bank of America Stadium | Fox                | -                  |
| 4                 | 28 settembre       | 1:00 p.m.          | @ New England Patriots    | -                  | -                  | Gillette Stadium        | Fox                | -                  |
| 5                 | 5 ottobre          | 1:00 p.m.          | Miami Dolphins            | -                  | -                  | Bank of America Stadium | Fox                | -                  |
| 6                 | 12 ottobre         | 1:00 p.m.          | Dallas Cowboys            | -                  | -                  | Bank of America Stadium | Fox                | -                  |
| 7                 | 19 ottobre         | 1:00 p.m.          | @ New York Jets           | -                  | -                  | MetLife Stadium         | Fox                | -                  |
| 8                 | 26 ottobre         | 1:00 p.m.          | Buffalo Bills             | -                  | -                  | Bank of America Stadium | Fox                | -                  |
| 9                 | 2 novembre         | 1:00 p.m.          | @ Green Bay Packers       | -                  | -                  | Lambeau Field           | Fox                | -                  |
| 10                | 9 novembre         | 1:00 p.m.          | New Orleans Saints        | -                  | -                  | Bank of America Stadium | Fox                | -                  |
| 11                | 16 novembre        | 1:00 p.m.          | @ Atlanta Falcons         | -                  | -                  | Mercedes-Benz Stadium   | Fox                | -                  |
| 12                | 24 novembre        | 8:15 p.m.          | @ San Francisco 49ers (M) | -                  | -                  | Levi's Stadium          | ESPN/ABC           | -                  |
| 13                | 30 novembre        | 1:00 p.m.          | Los Angeles Rams          | -                  | -                  | Bank of America Stadium | Fox                | -                  |
| 14                | Settimana di pausa | Settimana di pausa | Settimana di pausa        | Settimana di pausa | Settimana di pausa | Settimana di pausa      | Settimana di pausa | Settimana di pausa |
| 15                | 14 dicembre        | 4:25 p.m.          | @ New Orleans Saints      | -                  | -                  | Caesars Superdome       | Fox                | -                  |
| 16                | 21 dicembre        | 1:00 p.m.          | Tampa Bay Buccaneers      | -                  | -                  | Bank of America Stadium | Fox                | -                  |
| 17                | 28 dicembre        | Da def.            | Seattle Seahawks          | -                  | -                  | Bank of America Stadium | Da def.            | -                  |
| 18                | 4 gennaio          | Da def.            | @ Tampa Bay Buccaneers    | -                  | -                  | Raymond James Stadium   | Da def.            | -                  |

Note:
- Gli avversari della propria division sono in grassetto.
- Il simbolo "@" indica una partita giocata in trasferta.
- (M) indica il Monday Night Football.
- Dall'undicesimo al diciassettesimo turno si adotta una programmazione flessibile: le partite del Sunday Night Football, del Monday Night Football e del Thursday Night Football sono programmate in via provvisoria e sono eventualmente soggette a modifiche.
- Data e orario della gara del diciottesimo turno saranno stabilite dopo lo svolgimento del diciassettesimo turno.